# Samuel Eliot Morison
Samuel Eliot Morison (Boston, 9 luglio 1887 – Boston, 15 maggio 1976) è stato un ammiraglio e storico statunitense.

## Studi e carriera
Dopo avere conseguito il Bachelor of Arts nel 1908 ed il Doctor of Philosophy (Ph.D.) all'Università di Harvard nel 1912, insegna storia all'Università della California - Berkeley e, nel 1915, torna ad Harvard come professore, dove insegnerà fino al 1955, anno del suo ritiro dall'attività accademica.
Abbandona Harvard solo tra il 1922 ed il 1925, quando diventa Harmsworth Professor of American History all'Università di Oxford, in Inghilterra e tra il 1941-1942, per insegnare Storia Americana alla Johns Hopkins University.
Dopo l'attacco a Pearl Harbor Morison propone al presidente Roosevelt, di cui era amico personale, di documentare dall'interno la lotta della marina militare statunitense prestando servizio attivo in essa. La proposta viene accettata dal segretario della Marina Frank Knox; lo storico ha pertanto partecipato a numerose campagne nel Pacifico e nell'Atlantico, diventando Capitano il 15 dicembre 1942 e ritirandosi nel 1951. È stato anche docente all'accademia navale di Annapolis.
Morison ha scritto numerosi libri di storia, con particolare riguardo alla storia navale di tutti i tempi, principalmente incentrati sul periodo della seconda guerra mondiale.
Grazie ai suoi libri Morison ha vinto due Premi Pulitzer per la biografia e autobiografia (nel 1943 con l'opera Admiral of the Ocean Sea e nel 1960 con l'opera John Paul Jones), due Premi Bancroft (nel 1949 con l'opera The Rising Sun in the Pacific e nel 1972 con l'opera The European Discovery of America: The Northern Voyages) ed è stato insignito della Presidential Medal of Freedom nel 1964, dal Presidente Lyndon B. Johnson.
A lui è stata dedicata la fregata USS Samuel Eliot Morison (FFG-13) della classe Perry.

## Pubblicazioni
- (EN) Samuel Eliot Morison, History of United States Naval Operations in World War II, Boston, Little, Brown and Company, 1958, ISBN 0-316-58305-7.
- Samuel Eliot Morison - Henry Steele Commager, Storia degli Stati Uniti d'America, 2 volumi, Firenze, La Nuova Italia, 1960.
- (EN)  Samuel Eliot Morison, 1956 (ristampa 2004). History of United States Naval Operations in World War I. Champaign, Illinois, U.S.A.: University of Illinois Press; ISBN ristampa 0-252-07063-1
- Samuel Eliot Morison, Cristoforo Colombo ammiraglio del mare Oceano, Bologna, 1962
- (EN)  Samuel Eliot Morison, Washington's First Administration: 1789–1793 in "The Oxford History of the American People", Meridian, 1972.